# Småag
Småag (Rhynchospora) är ett släkte av halvgräs. Småag ingår i familjen halvgräs.

## Bildgalleri

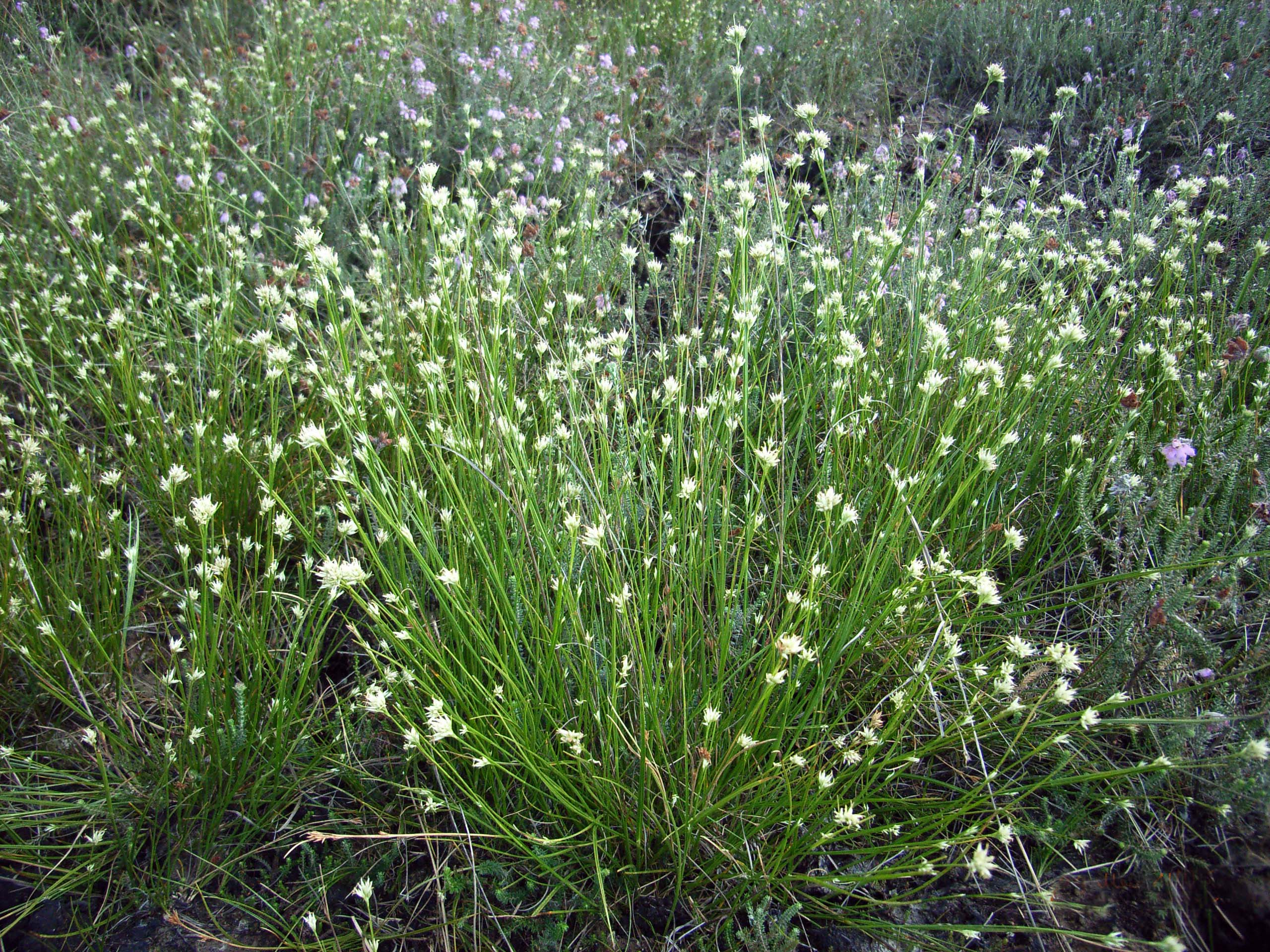
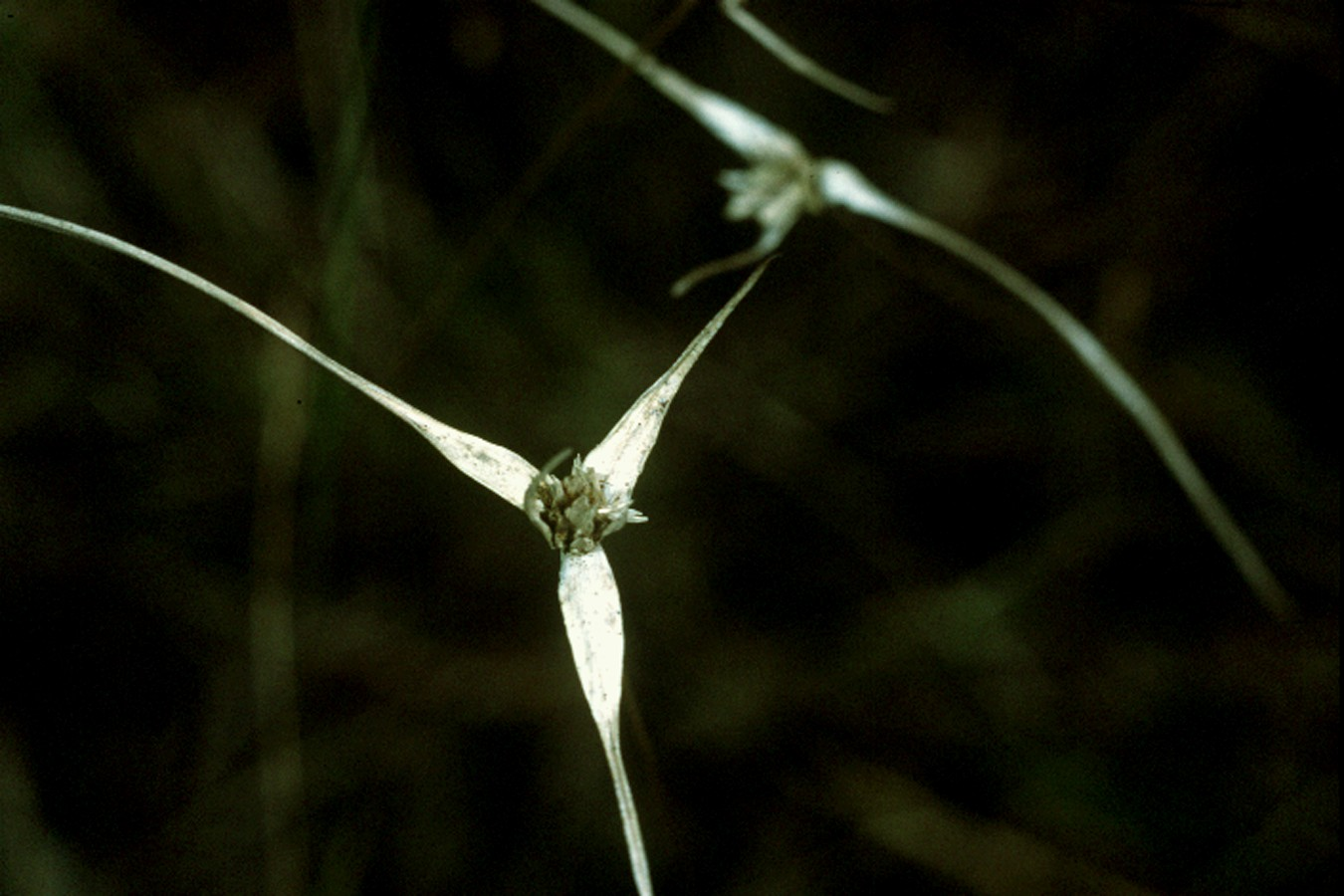
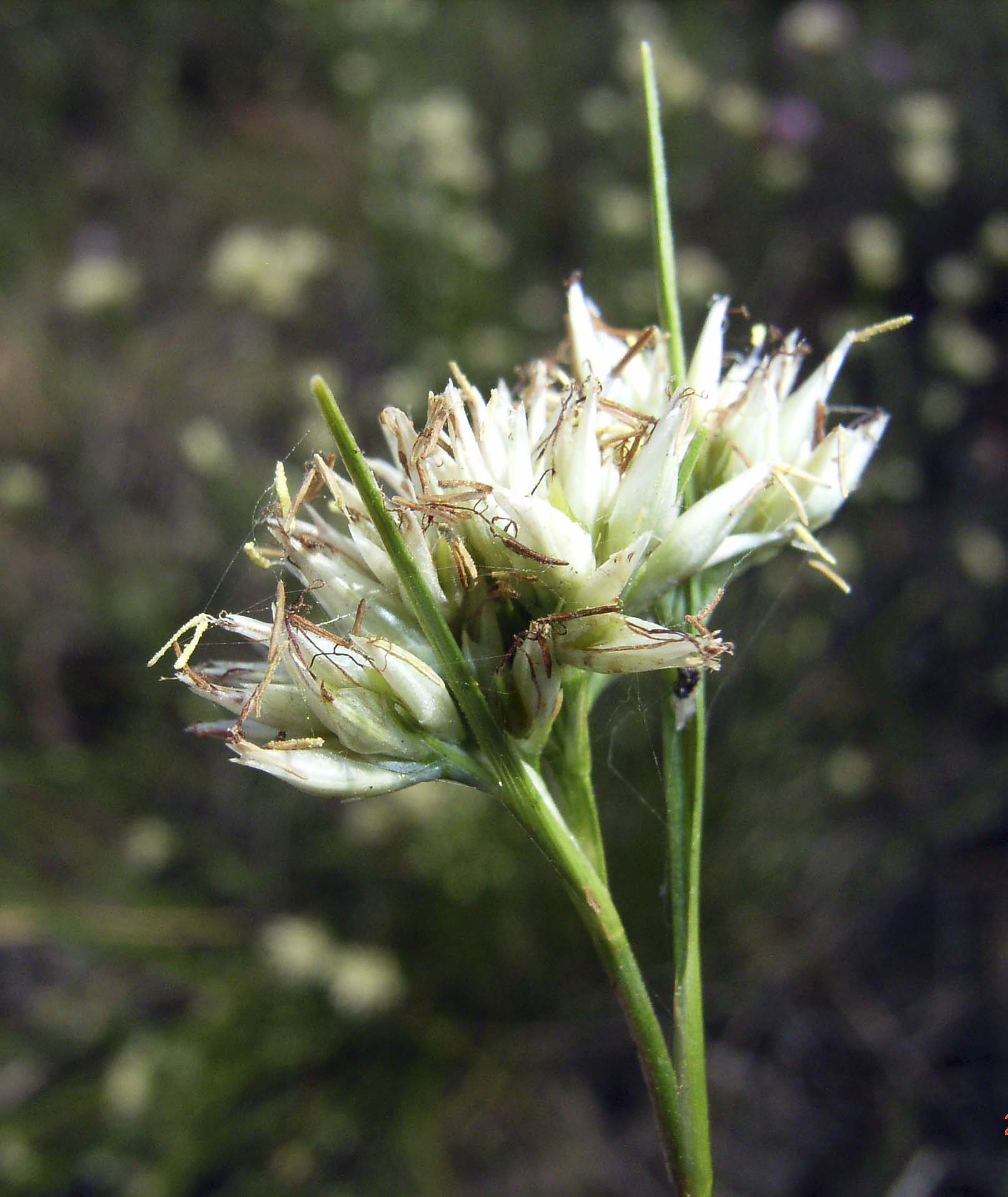
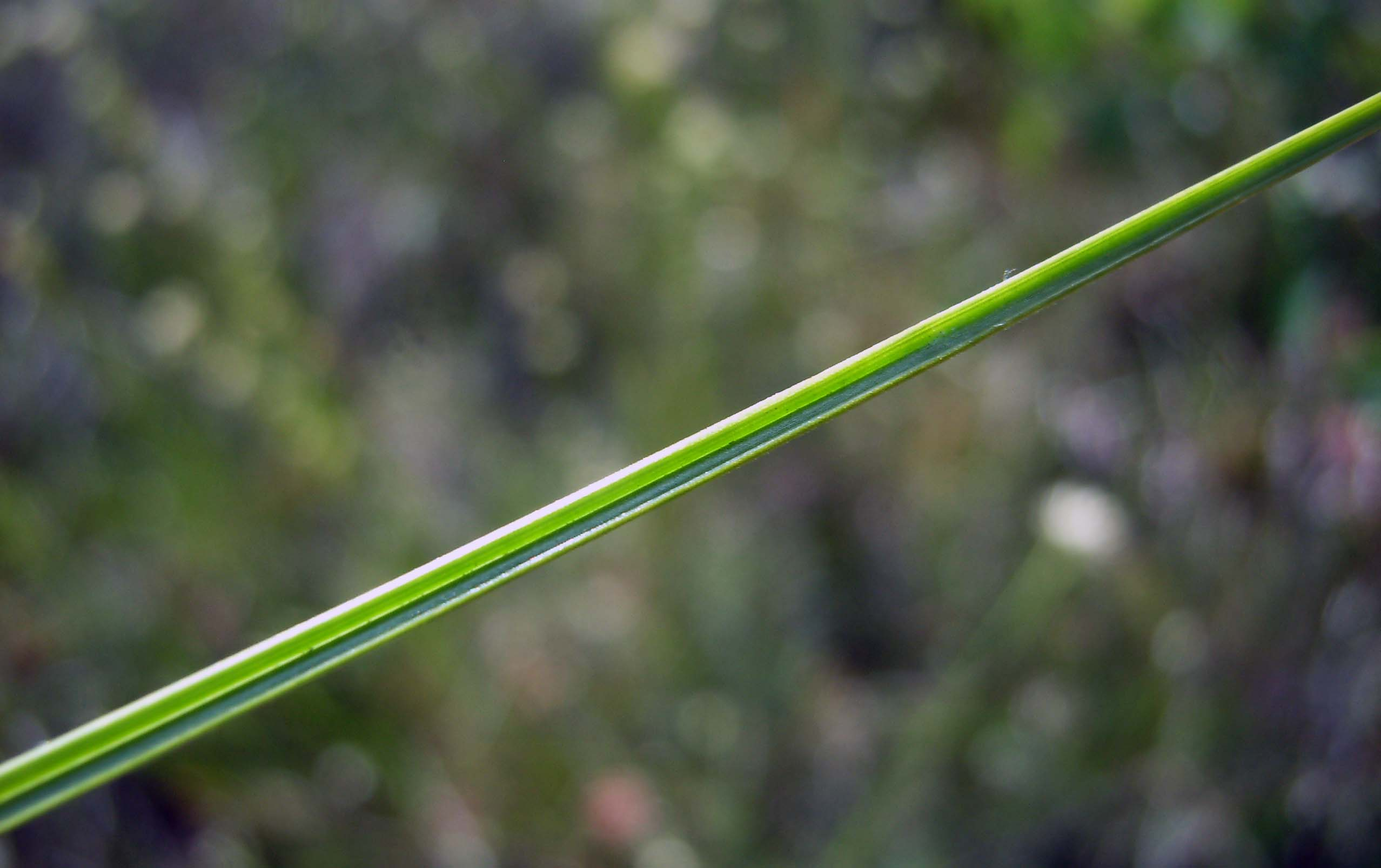
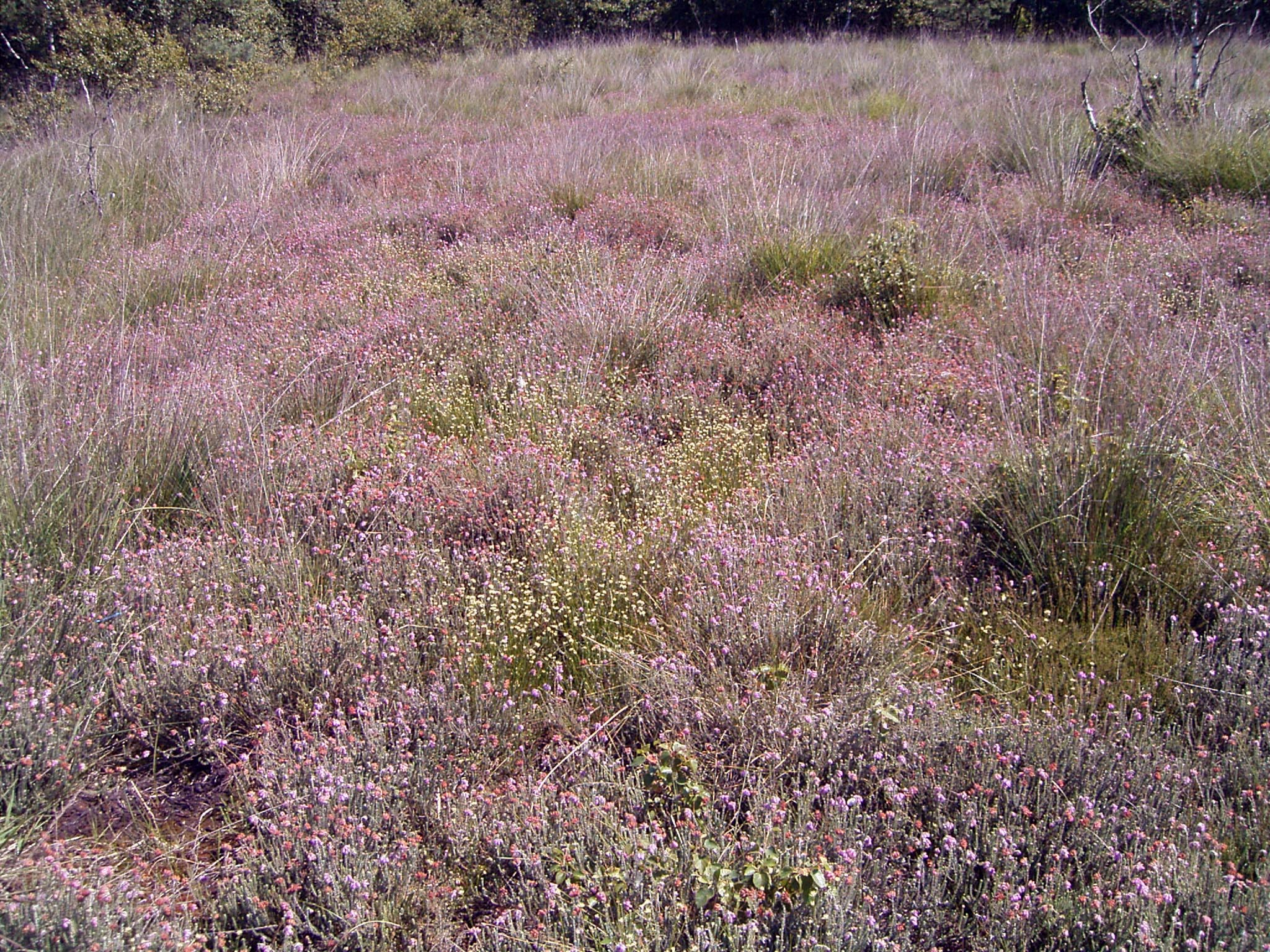
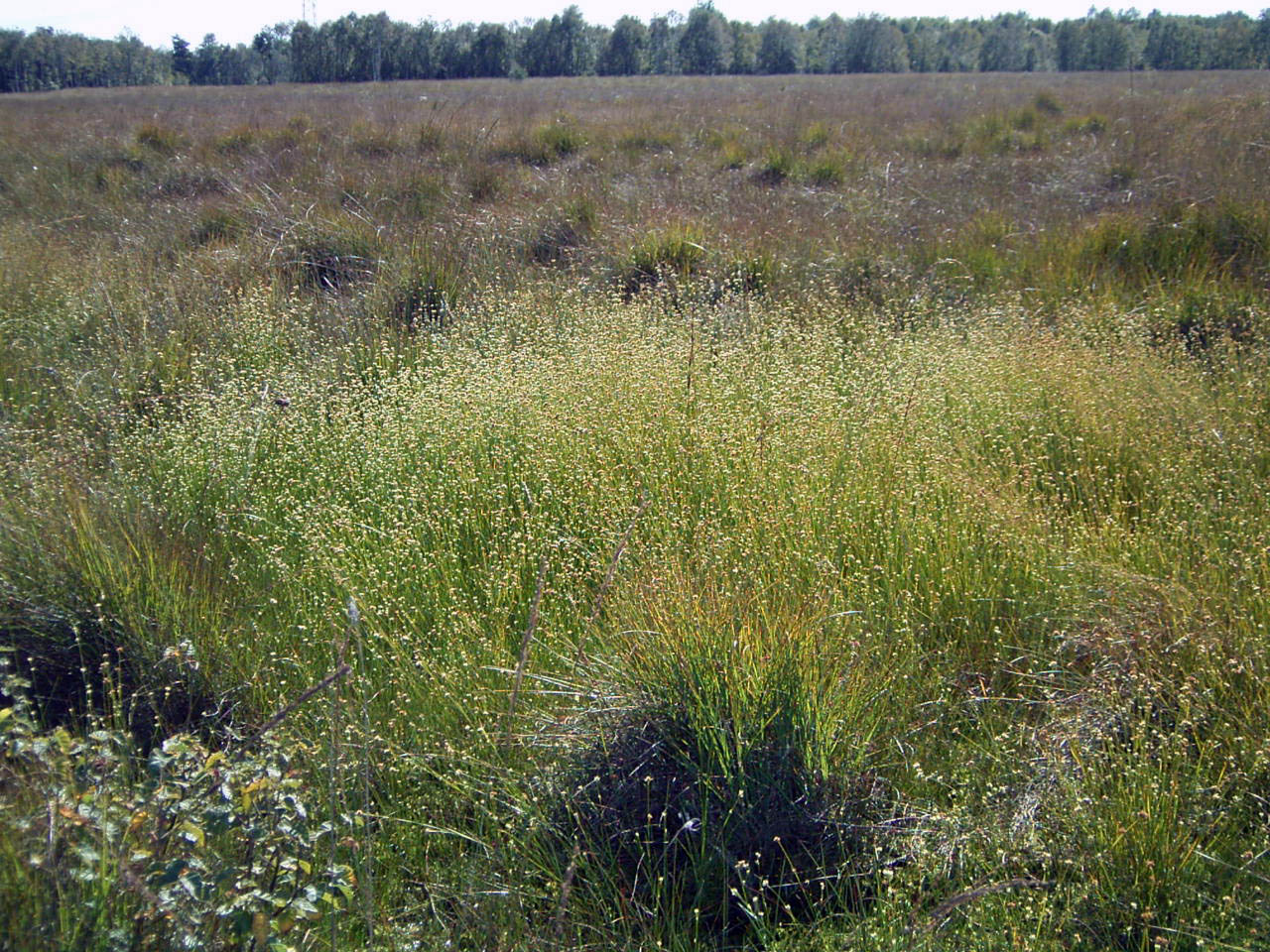

## Dottertaxa till Småag, i alfabetisk ordning[1]
- Rhynchospora aberrans
- Rhynchospora acanthoma
- Rhynchospora affinis
- Rhynchospora agostiniana
- Rhynchospora alba
- Rhynchospora albescens
- Rhynchospora albiceps
- Rhynchospora albida
- Rhynchospora albomarginata
- Rhynchospora albotuberculata
- Rhynchospora almensis
- Rhynchospora amazonica
- Rhynchospora andresii
- Rhynchospora angolensis
- Rhynchospora angosturensis
- Rhynchospora angustifolia
- Rhynchospora angustipaniculata
- Rhynchospora arenicola
- Rhynchospora argentea
- Rhynchospora aripoensis
- Rhynchospora aristata
- Rhynchospora armerioides
- Rhynchospora asperula
- Rhynchospora ayangannensis
- Rhynchospora bakhuisensis
- Rhynchospora baldwinii
- Rhynchospora barbata
- Rhynchospora barrosiana
- Rhynchospora berteroi
- Rhynchospora biflora
- Rhynchospora blepharophora
- Rhynchospora boivinii
- Rhynchospora bolivarana
- Rhynchospora boliviensis
- Rhynchospora boninensis
- Rhynchospora brachychaeta
- Rhynchospora bracteovillosa
- Rhynchospora brasiliensis
- Rhynchospora brevirostris
- Rhynchospora breviuscula
- Rhynchospora brittonii
- Rhynchospora brunnea
- Rhynchospora bucherorum
- Rhynchospora cabecarae
- Rhynchospora cacuminicola
- Rhynchospora caduca
- Rhynchospora caesionux
- Rhynchospora cajennensis
- Rhynchospora calderana
- Rhynchospora californica
- Rhynchospora candida
- Rhynchospora capillacea
- Rhynchospora capillifolia
- Rhynchospora capitata
- Rhynchospora capitellata
- Rhynchospora caracasana
- Rhynchospora careyana
- Rhynchospora cariciformis
- Rhynchospora carrillensis
- Rhynchospora castanea
- Rhynchospora catharinensis
- Rhynchospora caucasica
- Rhynchospora cephalantha
- Rhynchospora cephalotes
- Rhynchospora cernua
- Rhynchospora chalarocephala
- Rhynchospora chapmanii
- Rhynchospora chimantensis
- Rhynchospora chinensis
- Rhynchospora ciliaris
- Rhynchospora ciliolata
- Rhynchospora colorata
- Rhynchospora comata
- Rhynchospora compressa
- Rhynchospora confinis
- Rhynchospora confusa
- Rhynchospora consanguinea
- Rhynchospora contracta
- Rhynchospora cordatachenia
- Rhynchospora coriifolia
- Rhynchospora corniculata
- Rhynchospora corymbosa
- Rhynchospora crinigera
- Rhynchospora crinipes
- Rhynchospora crispa
- Rhynchospora cubensis
- Rhynchospora curtissii
- Rhynchospora curvula
- Rhynchospora davidsei
- Rhynchospora debilis
- Rhynchospora decurrens
- Rhynchospora dentinux
- Rhynchospora depauperata
- Rhynchospora depressa
- Rhynchospora depressirostris
- Rhynchospora diodon
- Rhynchospora dissitiflora
- Rhynchospora dissitispicula
- Rhynchospora divaricata
- Rhynchospora divergens
- Rhynchospora dives
- Rhynchospora domingensis
- Rhynchospora donselaarii
- Rhynchospora duckei
- Rhynchospora duidae
- Rhynchospora durangensis
- Rhynchospora ebracteata
- Rhynchospora eburnea
- Rhynchospora edwalliana
- Rhynchospora elatior
- Rhynchospora elegantula
- Rhynchospora elliottii
- Rhynchospora emaciata
- Rhynchospora enmanuelis
- Rhynchospora eurycarpa
- Rhynchospora exaltata
- Rhynchospora exilis
- Rhynchospora eximia
- Rhynchospora exserta
- Rhynchospora faberi
- Rhynchospora fallax
- Rhynchospora fascicularis
- Rhynchospora fauriei
- Rhynchospora fernaldii
- Rhynchospora filifolia
- Rhynchospora filiformis
- Rhynchospora floridensis
- Rhynchospora fujiana
- Rhynchospora fusca
- Rhynchospora gageri
- Rhynchospora galeana
- Rhynchospora gigantea
- Rhynchospora glaziovii
- Rhynchospora globosa
- Rhynchospora globularis
- Rhynchospora glomerata
- Rhynchospora gollmeri
- Rhynchospora gracilenta
- Rhynchospora gracillima
- Rhynchospora grandifolia
- Rhynchospora grayi
- Rhynchospora hakkodensis
- Rhynchospora harperi
- Rhynchospora harveyi
- Rhynchospora hassleri
- Rhynchospora hatschbachii
- Rhynchospora heterochaeta
- Rhynchospora heterolepis
- Rhynchospora hieronymi
- Rhynchospora hildebrandtii
- Rhynchospora hirsuta
- Rhynchospora hirta
- Rhynchospora hirticeps
- Rhynchospora hispidula
- Rhynchospora holoschoenoides
- Rhynchospora hookeri
- Rhynchospora iberae
- Rhynchospora ierensis
- Rhynchospora ignorata
- Rhynchospora imeriensis
- Rhynchospora immensa
- Rhynchospora inexpansa
- Rhynchospora intermedia
- Rhynchospora inundata
- Rhynchospora jaliscensis
- Rhynchospora jamaicensis
- Rhynchospora joveroensis
- Rhynchospora jubata
- Rhynchospora junciformis
- Rhynchospora killipii
- Rhynchospora knieskernii
- Rhynchospora kunthii
- Rhynchospora kuntzei
- Rhynchospora lapensis
- Rhynchospora latibracteata
- Rhynchospora latifolia
- Rhynchospora leae
- Rhynchospora legrandii
- Rhynchospora leptorhyncha
- Rhynchospora leucoloma
- Rhynchospora leucostachys
- Rhynchospora lindeniana
- Rhynchospora lindmanii
- Rhynchospora locuples
- Rhynchospora longa
- Rhynchospora longibracteata
- Rhynchospora longiflora
- Rhynchospora longifolia
- Rhynchospora longisetis
- Rhynchospora luetzelburgiana
- Rhynchospora macra
- Rhynchospora macrochaeta
- Rhynchospora macrostachya
- Rhynchospora maguireana
- Rhynchospora malasica
- Rhynchospora mandonii
- Rhynchospora marcelo-guerrae
- Rhynchospora marisculus
- Rhynchospora marquisensis
- Rhynchospora mayarensis
- Rhynchospora megalocarpa
- Rhynchospora megaplumosa
- Rhynchospora megapotamica
- Rhynchospora melanocarpa
- Rhynchospora mendoncana
- Rhynchospora metralis
- Rhynchospora mexicana
- Rhynchospora microcarpa
- Rhynchospora microcephala
- Rhynchospora miliacea
- Rhynchospora minor
- Rhynchospora mixta
- Rhynchospora modesti-lucennoi
- Rhynchospora mollis
- Rhynchospora montana
- Rhynchospora nanuzae
- Rhynchospora nardifolia
- Rhynchospora neesii
- Rhynchospora nervosa
- Rhynchospora nipensis
- Rhynchospora nitens
- Rhynchospora nivea
- Rhynchospora nuda
- Rhynchospora oaxacana
- Rhynchospora odorata
- Rhynchospora oligantha
- Rhynchospora oreoboloidea
- Rhynchospora organensis
- Rhynchospora pallida
- Rhynchospora palustris
- Rhynchospora panicifolia
- Rhynchospora papillosa
- Rhynchospora paraensis
- Rhynchospora paramora
- Rhynchospora paranaensis
- Rhynchospora patuligluma
- Rhynchospora pedersenii
- Rhynchospora perplexa
- Rhynchospora perrieri
- Rhynchospora pilosa
- Rhynchospora pirrensis
- Rhynchospora planifolia
- Rhynchospora pleiantha
- Rhynchospora plumosa
- Rhynchospora pluricarpa
- Rhynchospora plusquamrobusta
- Rhynchospora polyantha
- Rhynchospora polyphylla
- Rhynchospora polystachys
- Rhynchospora praecincta
- Rhynchospora prenteloupiana
- Rhynchospora pruinosa
- Rhynchospora pseudomacrostachya
- Rhynchospora pterochaeta
- Rhynchospora pubera
- Rhynchospora pubisquama
- Rhynchospora punctata
- Rhynchospora pusilla
- Rhynchospora racemosa
- Rhynchospora radicans
- Rhynchospora rariflora
- Rhynchospora recognita
- Rhynchospora recurvata
- Rhynchospora reptans
- Rhynchospora ridleyi
- Rhynchospora riedeliana
- Rhynchospora rigidifolia
- Rhynchospora riparia
- Rhynchospora robusta
- Rhynchospora roraimae
- Rhynchospora rosae
- Rhynchospora rosemariana
- Rhynchospora rostrata
- Rhynchospora rubra
- Rhynchospora rudis
- Rhynchospora rugosa
- Rhynchospora ruiziana
- Rhynchospora rupestris
- Rhynchospora rupicola
- Rhynchospora sampaioana
- Rhynchospora sanariapensis
- Rhynchospora sartoriana
- Rhynchospora saxisavannicola
- Rhynchospora scabrata
- Rhynchospora schiedeana
- Rhynchospora schmidtii
- Rhynchospora schomburgkiana
- Rhynchospora schottmuelleri
- Rhynchospora scirpoides
- Rhynchospora sclerioides
- Rhynchospora scutellata
- Rhynchospora sellowiana
- Rhynchospora semihirsuta
- Rhynchospora semiinvolucrata
- Rhynchospora seslerioides
- Rhynchospora setigera
- Rhynchospora shaferi
- Rhynchospora siguaneana
- Rhynchospora simplex
- Rhynchospora smithii
- Rhynchospora sola
- Rhynchospora solitaria
- Rhynchospora spectabilis
- Rhynchospora splendens
- Rhynchospora spruceana
- Rhynchospora squamulosa
- Rhynchospora stenocarpa
- Rhynchospora stenophylla
- Rhynchospora steyermarkii
- Rhynchospora stokesii
- Rhynchospora stolonifera
- Rhynchospora stricta
- Rhynchospora subdicephala
- Rhynchospora subimberbis
- Rhynchospora sublanata
- Rhynchospora submarginata
- Rhynchospora subplumosa
- Rhynchospora subsetigera
- Rhynchospora subsetosa
- Rhynchospora subtenuifolia
- Rhynchospora subtilis
- Rhynchospora talamancensis
- Rhynchospora tenella
- Rhynchospora tenerrima
- Rhynchospora tenuifolia
- Rhynchospora tenuis
- Rhynchospora tepuiana
- Rhynchospora terminalis
- Rhynchospora testacea
- Rhynchospora thornei
- Rhynchospora tomentosa
- Rhynchospora torresiana
- Rhynchospora torreyana
- Rhynchospora tracyi
- Rhynchospora trichochaeta
- Rhynchospora trichophora
- Rhynchospora triflora
- Rhynchospora trispicata
- Rhynchospora tuerckheimii
- Rhynchospora umbraticola
- Rhynchospora uniflora
- Rhynchospora unisetosa
- Rhynchospora urbanii
- Rhynchospora warmingii
- Rhynchospora waspamensis
- Rhynchospora watsonii
- Rhynchospora velloziiformis
- Rhynchospora velutina
- Rhynchospora widgrenii
- Rhynchospora wightiana
- Rhynchospora wrightiana
- Rhynchospora vulcani
- Rhynchospora zacualtipanensis